# ۲٬۳٬۵٬۶٬۸-پنتاهیدروکسی-۴٬۱-نفتالن‌دیون
۲،۳،۵،۶،۸-پنتاهیدروکسی-۴،۱-نفتالن‌دیون (به انگلیسی: 2,3,5,6,8-Pentahydroxy-1,4-naphthalenedione) با فرمول شیمیایی C۱۰H۶O۷ یک ترکیب شیمیایی با شناسه پاب‌کم ۱۰۴۴۴۱۹۳ است. که جرم مولی آن ۲۳۸٫۱۵ g/mol می‌باشد. 